# Tugimaantee 41
De Tugimaantee 41 is een secundaire weg in Estland. De weg loopt van Kärevere naar Kärkna en is 12,9 kilometer lang. 